# Threnia microtelus
Threnia microtelus är en tvåvingeart som beskrevs av Wulp 1898. Threnia microtelus ingår i släktet Threnia och familjen rovflugor. Inga underarter finns listade i Catalogue of Life.